# The Borgias: The Hidden History
The Borgias: The Hidden History je literaturou faktu z roku 2013 od G. J. Meyera, která se zabývá historií rodu Borgiů v renesanční Itálii. Na základě nového přezkoumání dobových i moderních materiálů kniha odporuje řadě běžně přijímaných tvrzení o papežích z rodu Borgiů a jejich příbuzných.

## Obsah
Mezi kratšími kapitolami věnovanými rané a pozdější historii rodu se Meyer podrobně věnuje životním příběhům papeže Kalixta III. (Alfons de Borja), papeže Alexandra VI. (Rodrigo Borgia), Cesara Borgii a Lucrezie Borgia. Stejně jako v autorově předchozí knize A World Undone (Rozpadlý svět) jsou narativní kapitoly střídány s kapitolami, které poskytují kontext k relevantním tématům, jako je politika 15. století v Itálii, postup volby papeže nebo historie jednotlivých městských států.
Meyer zpochybňuje věrohodnost mnoha pozdějších pramenů a uvádí, že dobové záznamy nepodporují většinu nechvalně známé pověsti rodu. Například tvrdí, že neexistují žádné podstatné důkazy o tom, že by Alexander VI. měl milenku či děti, a že ani jeho nejzarytější nepřátelé (včetně kazatele Savonaroly) jej během jeho života neobvinili ze sexuálního prohřešku. Počátky tzv. „borgiovského mýtu“ sleduje až k úsilí papeže Pia III. zdiskreditovat svého předchůdce.

## Přijetí
Kniha získala převážně pozitivní recenze, které chválily Meyerův kritický přístup, jeho výzkum málo využívaných klíčových pramenů i poutavý styl, ačkoliv jeden recenzent kritizoval autora za příliš úzký přístup a přehnané domněnky.